# デニス・マトヴィエンコ

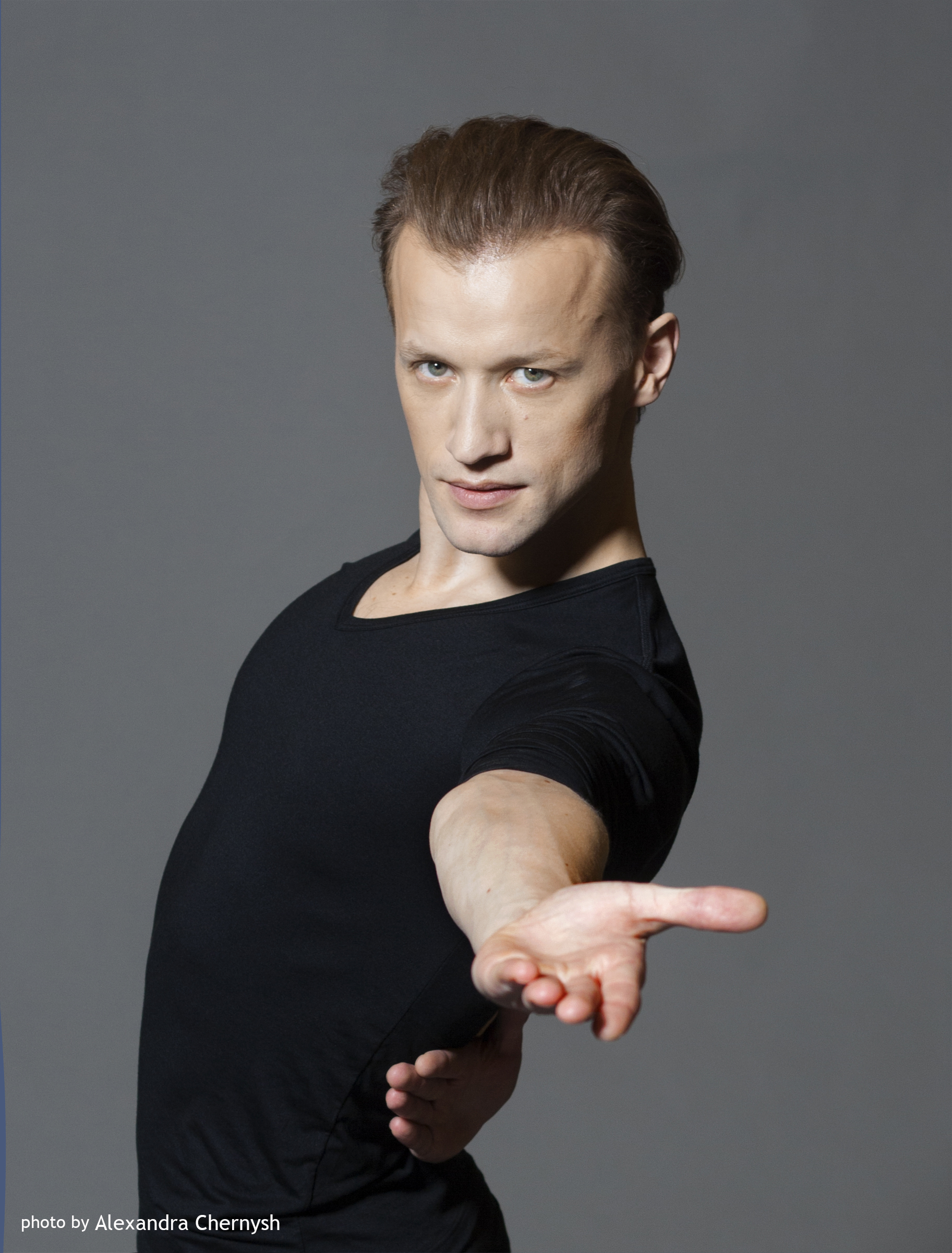
デニス・マトヴィエンコ（2013年）

デニス・マトヴィエンコ（ウクライナ語: Дени́с Володи́мирович Матвіє́нко 、英: Denis Matvienko 、1979年2月23日 - ）は、ウクライナ出身のバレエダンサーである。ウクライナ国立キエフ・バレエ学校でバレエを始め、1997年にウクライナ国立キエフ・バレエ団にソリストとして入団した。キエフ・バレエ団の他、マリインスキー・バレエ団、ミハイロフスキー劇場バレエ団でもソリスト及びプリンシパルとして活躍し、2011年から2013年にはキエフ・バレエ団の芸術監督を務めた。ボリショイ・バレエ団、ミラノ・スカラ座バレエ団、パリ・オペラ座バレエ団、新国立劇場バレエ団など世界各国のバレエ団でもゲスト・ソリストとして出演した。妻のアナスタシア・マトヴィエンコ（結婚前の姓はチェルネンコ）も、同じくバレエダンサーである。　

## 経歴
ウクライナ、ドニプロペトロウシクの生まれ。4歳上の姉との2人姉弟で、祖父母及び両親は民族舞踊のダンサーであった。父は民族舞踊からモダンダンスの振付に転向した経歴を持ち、母はマトヴィエンコの出産を機に民族舞踊ダンサーのキャリアを終えたという。父の仕事の関係で、出生後すぐにヤルタに転居した。10歳までヤルタで暮らし、父がキエフ・ミュージック・ホールの主任振付家の地位を得たためにキエフに移住した。
キエフに移住して半年後の1989年に、キエフ・バレエ学校に入学してバレエを学ぶことになった。マトヴィエンコ自身によればバレエ学校入学は両親の意向であったといい、すぐに観客の前で踊れるものと思っていたところにバーレッスンなどの地道な訓練が続いたため最初の4年間は非常に退屈なものであった。そのため一時は落第しかかったほどであり、学校から追い出されそうな事態にまで陥っていた。
バレエ学校の5年目になって、担任教師が交替した。新たに担任となったバルセイコフは、まず生徒たちにバレエを愛する心を育てることから取り組んだ。マトヴィエンコもバレエを愛するようになり、アーラ・ラゴダなど他の教師からも注目される存在に成長して朝9時から夜の10時までバレエの練習に熱中した。卒業の2年前に、ラゴダはマトヴィエンコに劇場で踊ってみないかと提案し、マトヴィエンコもそれを受け入れた。
バレエ学校の最終学年になった頃からキエフ・バレエ団で働き始め、ほとんど学校には通わずレパートリーの練習やコンクールの準備などで劇場で過ごしていた。最終学年在学中に、キエフ・バレエ団の『眠れる森の美女』公演でのデジレ王子役でデビューを果たし、ドイツ、オーストリア、フランスの公演でもキエフ・バレエ団のプリマたちと踊っていた。バレエ学校卒業後の1997年、キエフ・バレエ団にソリストとして入団した。入団後は同バレエ団の人気バレリーナ、エレーナ・フィリピエワとパートナーシップを組んでさまざまな演目で主役級の役柄を踊るようになった。
キエフ・バレエ団には2001年まで在籍し、同年にマリインスキー・バレエ団にソリストとして移籍した。この移籍は、ファルフ・ルジマートフの誘いから進んだ話であった。当時のキエフ・バレエ団は閉鎖的なところがあって、演目の衣装や演出などの新しい工夫が極端に少なく、それが一因となってアレクセイ・ラトマンスキーやイリーナ・ドヴォロヴェンコ、アリーナ・コジョカルなどの人気ダンサーが他のバレエ団に移籍する事態が起こっていた。マトヴィエンコも同様に行き詰まりを感じ、もっと成長したいと望んでいることをたまたまトランジットでキエフに滞在中だったルジマートフに相談したところ、ルジマートフはマリインスキー・バレエ団への移籍を提案した。2週間後にマトヴィエンコはルジマートフに同行してサンクトペテルブルクに行き、マリインスキー・バレエ団に入団することになった。
マトヴィエンコは長身でスタイルがよく古典バレエのダンスール・ノーブルにふさわしい容貌に恵まれたダンサーで、回転技などの技術は正確で巧みであり、しかもパートナーのサポートにも優れていた。ただし、跳躍に関する限りはダイナミックさに乏しい点を指摘されていた。この難点については、マリインスキー・バレエ団でゲンナジー・セリュツキーの指導を受けて大きな跳躍が可能となり、ダンサーとしての進歩となった。マリインスキー・バレエ団では、他にもレジェプムィラト・アブディエフなどの優秀な指導者との出会いがあり、これは後にマトヴィエンコがキエフ・バレエ団の芸術監督に就任するにあたって大きな助けとなった。
マリインスキー・バレエ団在籍中から、マトヴィエンコには世界各国のバレエ団から出演オファーがあった。2002年に、新国立劇場バレエ団のゲスト・ソリストとしても契約した。新国立劇場バレエ団ではピョートル・チャイコフスキーの3大バレエ（『白鳥の湖』、『眠れる森の美女』、『くるみ割り人形』）の他に『マノン』、『ロメオとジュリエット』（ともにケネス・マクミラン振付）、『ラ・バヤデール』、『牧阿佐美の椿姫』（ともに牧阿佐美振付）などに主演した。レパートリーは古典バレエの王子役だけではなく、ジェローム・ロビンズ、ジョージ・バランシンなどのモダン作品もこなし、ドゥミ・キャラクテール的な要素を持つ『三銃士』のダルタニャン、『ドン・キホーテ』のバジルなどの喜劇的な役柄でも好評を博した。なお、2004年には日本の文化庁から「平成16年度文化交流使（来日芸術家型）」に指名されている。
マトヴィエンコ自身には1つのバレエ団に所属するよりフリーな立場で踊っていきたいという思いがあって、それがマリインスキー・バレエ団を離れる原因の1つになった。加えて世界各国での出演で得た人脈は、マトヴィエンコにとって重要なものであり、彼自身も「人との出会いには恵まれてきたと思いますが、だけどやはり運だけではない。自分自身がそれを強く望み、そのために努力したからこそ、運も巡ってきたのだと思います」と述懐していた。2003年にキエフ・バレエ団にプリンシパルとして復帰し、2007年まで在籍したがキエフではそれほど踊らずに世界各国での出演を続けた。新国立劇場バレエ団以外では、ボリショイ・バレエ団（2005年-）、ミラノ・スカラ座バレエ団及びパリ・オペラ座バレエ団（2007年-）などにゲスト・ソリストとして出演している。2007年にミハイロフスキー劇場バレエ団にプリンシパルとして移籍し、2009年までその地位を務めた。2009年には、マリインスキー・バレエ団のプリンシパルとなった。
2011年から2013年は、現役ダンサーとして舞台に立ちながらキエフ・バレエ団の芸術監督を兼任した。これはウクライナの文化大臣からのオファーを受けて就任したものだったが、マトヴィエンコ自身はこの立場でキエフ・バレエ団に戻ることは思いもよらなかったという。マトヴィエンコが就任後に気づいたのは、およそ10年の間バレエ団とバレエ学校の相互協力が成り立っていないということであり、そのために入団してきた生徒たちは舞台に立つ準備や舞台人としての心がけ、劇場における生活のリズムなどが全くできていないという欠点であった。監督就任後の1年間はバレエ学校との連携を密接にして生徒たちが出演できる演目を増やし、舞台での経験を積ませることを心掛けた。さらに今までともに仕事をした世界各国のバレエ団の良い点を積極的に取り入れようと試み、マリインスキー・バレエ団からアブディエフなど優秀な指導者を招聘したり、スロヴェニアの振付家、エドワルド・クルーグがレディオヘッドの音楽に振り付けた現代作品をレパートリーに加えたりするなどの新機軸を打ち出した。
バレエ団のレベルアップを目標として精力的に改革に乗り出したマトヴィエンコであったが、劇場の総裁は契約更新を拒否して書類にサインしなかった。劇場側はマトヴィエンコが新作を上演しないことを拒否の理由に挙げていたが、実際にはエドワルド・クルーグの振付作品以外にも『ラ・バヤデール』（ナタリア・マカロワ版）をバレエ団のレパートリーに加えていた。なお、マトヴィエンコの後任には、振付家のアニコ・レーヴィアシヴィリが就任した。
キエフ・バレエ団の芸術監督退任後は、ダンサーとして引き続き舞台に立つとともに自らの企画による現代バレエの制作及びチャリティ公演のプロデュースを手がけている。チャリティ公演にはマリインスキー・バレエ団やミハイロフスキー劇場バレエ団のダンサーも出演し、その収益は障害を抱えた恵まれない子供たちに贈られる。
バレエ・コンクールでの受賞歴は多く、主なものでは第2回セルジュ・リファール国際バレエコンクール第2位（1996年）、 第4回ルクセンブルク国際バレエコンクール（1997年）グラン・プリ（1997年）、 第3回ヌレエフ国際バレエコンクールグラン・プリ（1998年）、 第3回名古屋国際バレエコンクール第1位・ニジンスキー賞受賞（1999年）、 第10回モスクワ国際バレエコンクールグラン・プリ（2005年）などが挙げられる。
マトヴィエンコは、2016年6月に契約満了となるイーゴリ・ゼレンスキーの後任としてノヴォシビルスク国立オペラ劇場バレエ団の芸術監督に就任予定と報じられた。就任後、2020年9月に退任。2022年3月24日、Instagramで家族と共に15年間住んでいたサンクトペテルブルクを離れ、ロシアから出国したことを明らかにした。

## 私生活
妻のアナスタシア・マトヴィエンコもバレエダンサーであり、たびたび舞台で共演している。アナスタシアはセヴァストポリの生まれで、結婚前の姓は「チェルネンコ」であった。
アナスタシアによれば、2人の出会いはキエフ・バレエ学校時代に遡るという。アナスタシアがバレエ学校に入学したのと入れ違いに、マトヴィエンコは学校を卒業していた。卒業公演を観たアナスタシアは、すぐにマトヴィエンコのファンとなった。2001年にバレエ学校を卒業したアナスタシアはキエフ・バレエ団に入団してその6か月後にソリストに昇格した。
マトヴィエンコがアナスタシアの存在に注目したのは、2002年のことであった。同年にキエフで開催されたセルジュ・リファール国際バレエ・コンクールで、マトヴィエンコはアナスタシアの踊りに目を留めて「あの子なんていう名前?」と質問し、それから彼女のことがずっと気にかかっていた。翌年新国立劇場バレエ団から『ラ・シルフィード』主演のオファーを受けたマトヴィエンコは、相手役として将来有望な若手バレリーナを連れてきてほしいと依頼されたため、アナスタシアを選んだ。
2人は日本でリハーサルを続けるうちに親密になっていった。マトヴィエンコが「結婚しようか」と言ったところ、アナスタシアは冗談かと思ってすぐには返事をせず、2週間後にようやく承諾したという。2人はキエフに帰ってから結婚した。アナスタシアはキエフ・バレエ団の他に、ミハイロフスキー劇場バレエ団やマリインスキー・バレエ団に在籍し、マリインスキー・バレエ団では2009年からソリストを務めている。
2004年の第21回ヴァルナ国際バレエコンクールでは、夫妻で出場してベストカップル奨励賞を受賞した。その他のコンクールにおいて、アナスタシアの主な受賞歴としてはセルジュ・リファール国際バレエ・コンクール銀メダル（2002年）、モスクワ国際バレエコンクールシニア女性パ・ド・ドゥ部門金賞（2005年）などがある。